# Isshin-ryū

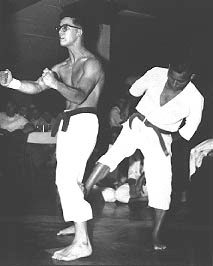
Camp Hansen 1963

Isshin-ryū (一心 流) és un estil de karate d'origen okinawense fundat l'any 1953 pel Mestre Tatsuo Shimabuku (1908-1975). És en gran part una síntesi dels estils de Karate shorin-ryu, goju-ryu i de l'art de l'ús de les armes tradicionals o kobudo. Isshin-ryu es pot traduir com "L'estil (o escola) d'un sol cor". Les característiques principals d'aquest estil consisteixen a usar els músculs de l'avantbraç en lloc dels ossos cubital i radial per bloquejar/desviar els cops, així com l'ús del puny en forma vertical, amb el dit polze sobre aquest.
Aquest estil es practica en diversos països, però va ser àmpliament difós en els Estats Units a través de les tropes militars o Marines destinats a la base militar a Okinawa que després van tornar al seu país. Després de la mort del Mestre Shimabuku van sorgir diverses línies diferents d'Isshin-Ryu, creades per alguns dels seus alumnes de més alt grau.